# Roter Flieger (Steigerwaldklub)
Der Rote Flieger ist ein Fernwanderweg von Friedrichsberg bei Abtswind in Unterfranken nach Neustadt an der Aisch in Mittelfranken. Er ist 31 km lang und führt durch den Steigerwald ins Rangau. Der Weg verläuft fast komplett im Naturpark Steigerwald.
Markiert wird der Verlauf mit dem Wegzeichen „roter Flieger auf weißem Grund“. 
Der Wanderweg startet am Friedrichsberg bei Abtswind und führt oberhalb des Scheine-Tal in südöstlicher Richtung nach Schloss Schwarzenberg bei Scheinfeld. Auf der Höhe geht es weiter bis Baudenbach. In Hambühl geht es über den Ehebach und dann weiter zum Zielort Neustadt an der Aisch.
Der Weg hat Anschluss an den gleichnamigen Wanderweg des Fränkischen Albverein, der über die nordwestliche Frankenhöhe und Rothenburg ob der Tauber nach Feuchtwangen führt.

## Streckenverlauf
- Abtswind (Friedrichsberg)
- Scheinfeld (Schloss Schwarzenberg)
- Baudenbach
- Hambühl (Ehebach)
- Neustadt an der Aisch (Bahnhof)